# Barbula tenuicoma
Barbula tenuicoma är en bladmossart som beskrevs av C. Müller och Brotherus 1924. Barbula tenuicoma ingår i släktet neonmossor, och familjen Pottiaceae. Inga underarter finns listade i Catalogue of Life.